# Makroskopisk
Makroskopisk (af græsk μακρο «makro» – stor) betegner i dagligtale længdeskalaer, som er synlige med det blotte øje, dvs. større end 1 mm.
Indenfor fysikken er betydningen mere knyttet til metode end direkte længeskala. Makroskopisk betegner systemer hvor stof kan betragtes som kontinuum, dvs. man kan opdele materien og den vil se ud på samme måde. Dette står i kontrast til mikroskopisk fysik, fx på atomar skala. Klassisk mekanik er makroskopisk, mens kvantemekanik ikke er det. Makroskopisk fysik er i hovedsagen over 1 μm